# Radical 34
El radical 34, representado por el carácter Han 夂, es uno de los 214 radicales del diccionario de Kangxi. En mandarín estándar es llamado 夂部　(zhǐ bù), en japonés es llamado 夂部, ちぶ　(chibu), y en coreano 치 (chi). 
En los textos occidentales es llamado radical «ir». Nótese, sin embargo, que existe otro radical que es llamado radical «ir»: el radical 144 (行).
El radical 34 suele aparecer en algunos casos en la parte superior de los caracteres clasificados bajo este (por ejemplo, en 夅). En otras ocasiones aparece rodeando la parte inferior e izquierda de los mismos (por ejemplo en 処). Este radical tiene un aspecto muy similar al radical 35 (夊). Sin embargo, este último suele aparecer en la parte inferior de los caracteres (como en 変, que pertenece al radical 35).

## Nombres populares
- Mandarín estándar: 折文, zhé wén, «carácter “文 (cultura)” doblado».
- Coreano: 뒤져올치부, dwijeool chi bu «radical chi-venir desde atrás».
- Japonés: ノ又（のまた）, no-mata (porque se puede escribir uniendo el carácter silábico ノ [no] de katakana, más el carácter 又 [mata]); 冬頭(ふゆがしら）, fuyugashira, «parte superior de “invierno” (冬)».
- En occidente: radical «ir».

## Galería
| Estilos antiguos                                 | Estilos antiguos                  | Estilos antiguos                        | Estilos antiguos                   | Estilos antiguos                   | Estilos empleados actualmente       | Estilos empleados actualmente  | Estilos empleados actualmente    | Estilos empleados actualmente   | Estilos empleados actualmente  |
|                                                  |                                   |                                         |                                    |                                    |                                     | 夂                             |                                  |                                 |                                |
| 甲骨文 jiǎgǔwén (escritura de huesos oraculares) | 金文 jīnwén (escritura de bronce) | 简帛 jiǎnbó (escritura de bambú y seda) | 篆文 zhuànwén (escritura de sello) | 篆文 zhuànwén (escritura de sello) | 隸書 lìshū (estilo de los escribas) | 楷書 kǎishū (estilo regular)   | 楷書 kǎishū (estilo regular)     | 行書 xǐngshū (estilo corriente) | 草書 cǎoshū (estilo de hierba) |
| 甲骨文 jiǎgǔwén (escritura de huesos oraculares) | 金文 jīnwén (escritura de bronce) | 简帛 jiǎnbó (escritura de bambú y seda) | 大篆 dàzhuàn (sello grande)        | 小篆 xiǎozhuàn (sello pequeño)     | 隸書 lìshū (estilo de los escribas) | 繁體／繁体 fántǐ (tradicional) | 简体／簡體 jiǎntǐ (simplificado) | 行書 xǐngshū (estilo corriente) | 草書 cǎoshū (estilo de hierba) |

## Caracteres con el radical 34
| trazos | carácter |
| ------ | -------- |
| + 0    | 夂       |
| + 1    | 夃       |
| + 2    | 処 处    |
| + 3    | 夅       |
| + 4    | 夆       |
| + 5    | 备       |
| + 6    | 夈       |